# 명색
명색(名色, 산스크리트어: nāmarūpa, 팔리어: nāmarūpa, 영어: name and form)은 12연기설에서 4번째 지분이다. 명(名, nāma)과 색(色, rūpa)의 두 낱말이 합쳐져서 이루어진 복합어로, 명(名)은 온갖 정신적 요소 또는 정신적 사물을 가리키며 색(色)은 온갖 물질적 요소 또는 물질적 사물을 가리킨다.
즉, 명색(名色)은 5온(五蘊)의 모든 요소, 즉 색온(色蘊) · 수온(受蘊) · 상온(想蘊) · 행온(行蘊) · 식온(識蘊)을 통칭하는 낱말이다. 명(名, nāma)은 수온(受蘊) · 상온(想蘊) · 행온(行蘊) · 식온(識蘊)의 4무색온(四無色蘊) 또는 4무색음(四無色陰)에 해당하고 색(色, rūpa)은 색온(色蘊)에 해당한다. 따라서, 유정에게 있어서 명색은 심신(心身) 즉 정신과 육체 또는 몸과 마음을 뜻하며, 여기서의 '정신' 또는 '마음'은 마음(6식 또는 8식, 즉 심왕, 즉 심법) · 마음작용(심소법) · 법경(법처소섭색은 제외)을 합한 개념이다. 그리고 '육체' 또는 '몸'은 안 · 이 · 비 · 설 · 신의 5근과 색 · 성 · 향 · 미 · 촉의 5경과 법처소섭색(무표색)을 합한 개념이다.
명색(名色)이 5온을 의미한다는 것에는 불교 전반에서 의견이 일치하지만, 12연기설의 4번째 지분으로서의 명색(名色) 즉 5온에 대한 해석에 있어서는, 12연기설을 어떤 관점에서 해석하느냐에 따라 불교 부파 또는 종파에 따라 의견의 차이가 있다. 부파불교의 설일체유부의 12연기설에 대한 해석인 삼세양중인과설(三世兩重因果說)에서, 명색(名色) 즉 5온은 수태(受胎) 후 약 1개월 사이의 기간(엄밀히는 28일)을 말한다.

## 부파불교
부파불교의 설일체유부의 12연기설에 대한 해석인 삼세양중인과설(三世兩重因果果說)에 따르면 명색(名色)은 수태(受胎) 후 약 1개월 사이의 기간(엄밀히는 28일)을 말한다.
즉, 명색(名色)은 수태 후에, 신근(身根)과 의근(意根)만 있을 뿐 안근(眼根) · 이근(耳根) · 비근(鼻根) · 설근(舌根)의 4색근(四色根)이 아직 발생하지 않아서 6내처(六內處) 즉 6근(六根) 모두가 존재하지 못하는 상태를 말한다. 이 상태는 태내5위(胎內五位) 중 갈라람(羯邏藍: 1~7일) · 알부담(頞部曇: 8~14일) · 폐시(閉尸: 15~21일) · 건남(鍵南: 22~28일)의 4가지 위의 총 28일간에 해당한다.
한편, 설일체유부에서는, 태내5위 중 5번째 위인 발라사(鉢羅奢)는 태내에서의 29~266일의 기간으로 12연기설의 5번째 지분인 6입(六入) 또는 6처(六處)에 해당한다고 보며, 이 지분을 6내처(六內處) 즉 6근(六根)이 완전히 갖추어져 가는 기간으로 해석하고 있다.
그리고, 12연기설의 3번째 지분인 식(識)은 수태(受胎)하는 찰나를 가리키는 것으로 해석하고 있다.

## 대승불교

### 중관학파
인도 대승불교의 중관학파(中觀學派)의 개조인 용수는 《중론》의 제26품 〈관십이인연품(觀十二因緣品)〉에서 12연기설의 첫 6가지 지분인 무명(無明, 癡) · 행(行) · 식(識) · 명색(名色) · 6입(六入) · 촉(觸)의 연기관계에 대해 다음과 같이 말하고 있다.

眾生癡所覆　　為後起三行

以起是行故　　隨行墮六趣

以諸行因緣　　識受六道身

以有識著故　　增長於名色

名色增長故　　因而生六入

情塵識和合　　而生於六觸

중생은 무지[癡]에 덮여 있어서 후생(後生)을 위해 3행(三行, 3업)을 일으키네.

이 행(行, 업)을 일으키기에 행에 따라서 6취(六趣)에 떨어지네.

모든 행(行, 업)을 인연으로 해서 식(識)은 6도(六道)의 몸을 받네.

식의 집착이 있어서 명색(名色)이 증장(增長)하네.

명색이 증장하기에 그것을 인연으로 해서 6입(六入, 6근)이 생기네.

근[情]과 경[塵]과 식(識)이 화합해서 6촉(六觸)이 생기네.
— 《중론》, 제26품 〈관십이인연품(觀十二因緣品)〉. 한문본 & 한글본

현대의 연구가들은 〈관십이인연품(觀十二因緣品)〉의 내용이 설일체유부의 삼세양중인과설(三世兩重因果說)과 부합하는 것으로 본다.|quote=
"십이지연기는 중생이 어떻게 윤회에 들어 나고 죽는지 그 인과 관계를 하나의 사슬 구조로 보여주고 있다. 싯다르타가 최상의 깨달음을 얻었다고 할 때, 실로 이 이치를 분명히 통찰한 것이다. 무명에서 시작되는 순관(順觀)은 중생이 집착과 괴로움에 얽매이는 순서를 보는 것이고, 반대로 노사에서 시작되는 역관(逆觀)은 집착과 괴로움을 풀어나가는 순서를 보는 것이다. 싯다르타는 순관과 역관을 반복하면서 자신의 깨달음이 움직일 수 없이 확고하다는 것을 거듭 확인했다고 한다. 여기서 열둘이란 절대적인 숫자가 아니라 다소 자의적이고 유동적인 것이다. 이것을 삼세양중인과(三世兩重因果)로 해석하기도 하는데, 이는 십이지(十二支)를 과거, 현재, 미래의 삼세로 나누고, 그 셋이 다시 인과 관계로 중첩되어 있는 것으로 보는 것이다. 이때 무명과 행은 과거세에, 식에서 유까지는 현재생에, 그리고 생에서 노사까지는 미래세에 배당한다."}}
삼세양중인과설(三世兩重因果說)에 따르면, 12연기설의 제1지분인 무명(無明, 癡)과 제2지분인 행(行, 業)은 과거세[前生]에 해당하고, 제3지분인 식(識)부터 제10지분인 유(有)까지는 현재생[現生]에 해당하고, 제11지분인 생(生)과 제12지분인 노사는 미래세[後生]에 해당한다. 그리고, 현재생에 해당하는 제3지분인 식(識)부터 제10지분인 유(有)까지 중에서, 제6지분인 촉(觸)이 탄생의 순간인 것으로 해석되고 있다.
즉, 다음 생[後生]으로 윤회할 때 이 때까지 무명(無明, 癡: 제1지분)의 상태에서 지은 업(業, 行: 제2지분)에 따른 삼스카라(형성력 또는 경향성, 行이라고 번역함)가 의식[識: 제3지분]의 바탕에 잠재하게 되고, 이에 따라, 즉 이 때까지 쌓은 업(業, 行: 제2지분)에 합당하게 다음 생[後生]에서 받게 될 존재 상태[趣, 道]가 결정된다. 즉, 지옥취(地獄趣) · 아귀취(餓鬼趣) · 축생취(畜生趣) · 아수라취(阿修羅趣) · 인간취(人間趣) · 천상취(天上趣)의 6취(六趣) 또는 6도(六道) 중에서 어느 길[趣, 道]로 태어나게 될 지가 결정된다. 이러한 결정이 이루어진 후에는, 수태[識: 제3지분]가 일어나고, 태내에서 명색(名色: 제4지분), 즉 정신적 요소 또는 기관[名]과 물질적 요소 또는 기관[色]의 발달이 이루어지고 그 결과 6근[六入, 六根: 제5지분]이 완전히 갖추어진 몸이 형성된다. 그런 후, 전생(前生)에서 사망 후 이 때까지 중유(中有, bardo, 바르도)의 상태에 대기 또는 체류하고 있던 의식[識: 제3지분]이 탄생의 순간[觸: 제6지분]에 그 몸과 결합함으로써 새로운 생, 즉 현생(現生)으로의 탄생[觸: 제6지분]이 이루어진다.|quote=
"[과거세] 에 무명으로 어두운 상태에서 업을 지은 중생의 경향성은 의식 저변에 잠재된다. 이 의식은 하나의 흐름으로써 부단히 찰나 생멸을 거듭하다가 [즉 하나의 독립된 실체로서가 아니라, 연기적 변화의 과정을 거치다가] 다음 생을 받는 순간 의식 상태에 어울리는 전생(轉生)의 길[趣]을 택하게 된다. 즉 의식에 합당한 다음 생의 몸을 얻게 되어 비로소 정신적 요소[識, 名]와 물질적 토대[色]의 결합이 성취되는 것이다. 이것이 중생의 태어남이다."}}

## 같이 보기
- 온 (불교)

## 참고 문헌
- 곽철환 (2003). 《시공 불교사전》. 시공사 / 네이버 지식백과. |title=에 외부 링크가 있음 (도움말)
- 권오민 (2003). 《아비달마불교》. 민족사.
- 서정형 (2004). 《나가르주나 『중론』(해제)》. 서울대학교 철학사상연구소 / 네이버 지식백과. |title=에 외부 링크가 있음 (도움말)
- 세친 지음, 현장 한역, 권오민 번역 (K.955, T.1558). 《아비달마구사론》. 한글대장경 검색시스템 - 전자불전연구소 / 동국역경원. K.955(27-453), T.1558(29-1). |title=에 외부 링크가 있음 (도움말)
- 운허.  동국역경원 편집, 편집. 《불교 사전》. |title=에 외부 링크가 있음 (도움말)
- 용수 조, 구마라집 한역, 박인성 번역 (K.577, T.1564). 《중론》. 한글대장경 검색시스템 - 전자불전연구소 / 동국역경원. K.577(16-350), T.1564(30-1). |title=에 외부 링크가 있음 (도움말)
- 호법 등 지음, 현장 한역, 김묘주 번역 (K.614, T.1585). 《성유식론》. 한글대장경 검색시스템 - 전자불전연구소 / 동국역경원. K.614(17-510), T.1585(31-1). |title=에 외부 링크가 있음 (도움말)
- (중국어) 星雲. 《佛光大辭典(불광대사전)》 3판. |title=에 외부 링크가 있음 (도움말)
- (중국어) 세친 조, 현장 한역 (T.1558). 《아비달마구사론(阿毘達磨俱舍論)》. 대정신수대장경. T29, No. 1558, CBETA. |title=에 외부 링크가 있음 (도움말)
- (중국어) 용수 조, 구마라습 한역 (T.1564). 《중론(中論)》. 대정신수대장경. T30, No. 1564, CBETA. |title=에 외부 링크가 있음 (도움말)
- (중국어) 호법 등 지음, 현장 한역 (T.1585). 《성유식론(成唯識論)》. 대정신수대장경. T31, No. 1585, CBETA. |title=에 외부 링크가 있음 (도움말)